# ボス (希釈用飲料)
本項では、サントリーフーズの飲料ブランド・ボスのうち、希釈用飲料として販売されている製品について解説する。

## 歴史
家庭における1人当たりのコーヒー消費量は増えていることに着目したサントリーは、2016年3月に希釈用コーヒー「ボス ホームエスプレッソ ラテミックス」を発売した。この製品は購入者からの評判は良かったものの、なかなか間口が広まらないなどの課題が残り、発売から1か月もしないうちに対策が練られた。そして、同年9月、「ボス ラテベース」と改名するなど、「ラテ」であることを強調したリニューアルを果たした。さらに、2016年10月25日には期間限定品として「焦がしキャラメル」が発売された。
2017年5月30日には、カルビー株式会社と共同開発した「スイートメープル」を発売した。カルビーと組んだのは「女性に人気」「朝食に食されている」という共通点からであり、同社の看板商品であるシリアル「フルグラ」に合うような味覚設計がなされた。2017年7月11日には「焦がしキャラメル」が通年商品化され、アイスクリームブランド・ハーゲンダッツとのコラボレーション施策も展開された。その後、共働きの家庭を対象にした調査を行ったところ、紅茶とコーヒー両方が好きな人が多かったことから、2018年7月10日には「紅茶ラテ」を発売した。2019年7月9日にはカフェインが苦手なユーザをターゲットにした「贅沢カフェインレス」を投入した。
「ラテベース」は発売から2018年までの売れ行きは伸びていたものの、2019年ごろから売り上げが鈍化した。また、この製品は元々牛乳で割ることを想定していたが、営業担当者たちから「水で割ってもおいしい」という情報を得られたり、消費者の一部が水で割っていたことが判明したたため、サントリーは調査に乗り出した。調査したところ、濃縮コーヒーを飲むのをやめてしまう人が多いことが判明し、話をよく聞くと「おいしいが、味が濃すぎて飲みきれない」「たまに飲む分にはいいが、毎日飲み続けるには少しまったりしすぎている」という課題が判明したこともリニューアルのきっかけの一つである。また、リフレッシュ目的でブラックコーヒーを飲む者が多いことが判明したため、サントリーはテレワークの普及が背景にあると考えた。こうしてサントリーは2020年3月10日に製品名を「ボス カフェベース」に変更し、一部の製品を水でも割れるようにした。発売と前後してコロナウイルスの流行に伴いテレワークが急拡大したこともあり、この製品はよく売れた。また、汎用性を高めたことで、家族で分けて飲むこともできるようになった。10月にはほうじ茶ラテが登場するなど、こちらもコーヒー以外の分野にも拡大した。ほうじ茶ラテと前後して、通年商品の味覚設計の方針も見直され、ホットでも飲めるようにした。2021年3月9日には、希釈用濃縮紅茶「ティーベース」2種（無糖紅茶・甘さ控えめ）が発売された。
「ボス カフェベース」は他の分野からの流入者も多い一方、店頭で目にしただけでは濃縮タイプと気づかない客もいることが判明した。そこでサントリーは、2022年2月22日（猫の日）に、猫をかたどったノベルティー「猫キャップ」の動画配信を行い、その中で濃縮タイプ飲料であることを伝えたほか、下期にも同様の施策を展開した。
この年はコーヒー以外の飲料の拡充が図られており、その第一弾として「贅沢フルーツオレ」が発売された。また、「クラフトボス 抹茶ラテ」の好評を受け、希釈用飲料でも「ボス カフェベース 贅沢抹茶ラテ」を発売した。
2023年2月、わかりやすくかつ親しみやすくするため、「カフェベース」から「割るだけ ボスカフェ」に改名した。このリニューアルに際しては、漫画『SPY×FAMILY』のコラボレーションとして同作の登場人物・アーニャを模したキャップがノベルティとして付属した。さらに、「割るだけ ボスカフェ」のラインナップにブランド初となる4倍濃縮の希釈用ココア飲料「割るだけ ボスカフェ ココアオレベース」が加わった。
2023年5月9日にはイオングループ（イオン/イオンスタイル、マックスバリュなど）限定で「ソイとミルクの特製ラテ」と「おいしい無糖紅茶」が発売された。

### 「クラフトボス」ブランドへのリニューアル
サントリーと調査機関シー・エンド・シーが、カフェユーザーに「大手カフェチェーンのラテ」と「割るだけクラフトボスカフェ 無糖 牛乳割り」および「割るだけクラフトボスカフェ 甘さ控えめ 牛乳割り」を飲み比べてもらったところ、無糖・甘さ控えめともに半数以上が「割るだけクラフトボスカフェ」の方がおいしいという回答が得られた。これを受け、家庭でもカフェに負けないおいしさを楽しめることを訴求するため、2025年3月下旬から「割るだけクラフトボスカフェ」としてリニューアルされた。

## ラインナップ

### コーヒー
| 商品名                                                                  | 発売時期       | 容量              | 備考 |
| ----------------------------------------------------------------------- | -------------- | ----------------- | --- |
| ラテベース くちどけショコラ                                             | 2017年1月24日  | 490mlPET          | 4倍濃縮タイプ。期間限定品 |
| ラテベース スイートメープル                                             | 2017年5月30日  | 490mlPET          | 4倍濃縮タイプ。期間限定品。カルビー株式会社との共同開発                                                                                        |
| ラテベース ストロベリーフロマージュ                                     | 2017年10月24日 | 490mlPET          | 4倍濃縮タイプ。期間限定品 |
| ラテベース ティラミスショコラ                                           | 2018年1月23日  | 490mlPET          | 4倍濃縮タイプ。株式会社ロッテと共同開発したバレンタインデー向けの期間限定品                                                                    |
| ラテベース モーニングバナナラテ                                         | 2018年5月29日  | 490mlPET          | 4倍濃縮タイプ。期間限定品 |
| ラテベース 香ばしピスタチオ                                             | 2019年1月22日  | 490mlPET          | 4倍濃縮タイプ。期間限定品 |
| ラテベース ふんわりバニララテ                                           | 2019年4月23日  | 490mlPET          | 4倍濃縮タイプ。期間限定品 |
| ラテベース クリーミーベイクドチーズケーキ                               | 2019年10月15日 | 490mlPET          | 4倍濃縮タイプ。期間限定品 |
| ラテベース オランジュショコラ                                           | 2020年1月21日  | 490mlPET          | 4倍濃縮タイプ。期間限定品 |
| カフェベース ハニー&ロースト                                            | 2020年5月26日  | 340mlPET          | 期間限定品 |
| カフェベース アイスソルティバニラ                                       | 2020年7月21日  | 340mlPET          | 期間限定品 |
| カフェベース アーモンドラテ                                             |                | 340mlPET          | 期間限定品。2022年5月31日に再発売された。のちに「割るだけ ボスカフェ アーモンドラテ」に改名し、2023年5月30日に期間限定商品として再発売された。 |
| カフェベース 贅沢コールドブリュー                                       | 2021年7月27日  | 340mlPET          | 無糖コーヒー、期間限定品 |
| カフェベース 無糖ブラック                                               |                | 250mlPET 340mlPET | コンビニエンスストア・交通売店限定品。340mlPETはリニューアルに伴い「割るだけ ボスカフェ」へ移行。                                              |
| カフェベース 甘さ控えめ                                                 |                | 250mlPET 340mlPET | コンビニエンスストア・交通売店限定品。340mlPETはリニューアルに伴い「割るだけ ボスカフェ」へ移行。                                              |
| 割るだけ ボスカフェ ヘーゼルナッツラテ                                  | 2021年10月19日 | 340mlPET          | 発売時の名称は「ボス カフェベース ヘーゼルナッツラテ」だが、2023年7月のリニューアルに際して改名した。 5倍濃縮タイプ。期間限定品                |
| 割るだけ ボスカフェ 無糖                                                | 2023年2月20日  | 340ml             | |
| 割るだけ ボスカフェ 甘さ控えめ                                          | 2023年2月20日  | 340ml             | |
| おいしい無糖紅茶                                                        | 2023年5月9日   |                   | イオングループ限定品 |
| 割るだけボスカフェ 天使のくちどけホワイトショコラ                       | 2025年1月28日  |                   | 「クラフトボス 悪魔の誘惑ダブルショコララテ」の姉妹品であり、『トムとジェリー』とのコラボレーションキャンペーンも展開された。                  |
| 割るだけクラフトボスカフェ 無糖                                         | 2025年3月28日  | 340ml             | |
| 割るだけクラフトボスカフェ 甘さ控えめ                                   | 2025年3月28日  | 340ml             | |
| 割るだけクラフトボスカフェ 焦がしキャラメル                             | 2025年3月28日  | 340ml             | |
| 割るだけクラフトボスカフェ 贅沢カフェインレス 甘さ控えめ                | 2025年4月24日  | 340ml             | |
| 割るだけクラフトボスカフェ 贅沢カフェインレス ほろにがカフェモカ        | 2025年4月24日  | 340ml             | |
| 割るだけクラフトボスカフェ 贅沢カフェインレス 贅沢コールドブリュー      | 2025年4月24日  | 340ml             | |
| 割るだけクラフトボスカフェ 贅沢カフェインレス ビターラテベース 糖質オフ | 2025年4月24日  | 340ml             | |
| 割るだけクラフトボスカフェ 贅沢カフェインレス 深煎りカフェインレス 無糖 | 2025年4月24日  | 340ml             | |
| 割るだけクラフトボスカフェ コクうまバニララテベース                     | 2025年7月1日   |                   | |

### その他
| 商品名                                                | 発売時期                 | 容量     | 備考 |
| ----------------------------------------------------- | ------------------------ | -------- | --- |
| ラテベース チャイティーラテ                           | 2018年10月23日           | 490mlPET | 4倍濃縮タイプの希釈用紅茶飲料、季節限定品 |
| カフェベース ほうじ茶ラテ                             | 2020年10月20日           | 340mlPET | 希釈用、期間限定品 |
| ティーベース 無糖紅茶                                 | 2021年3月9日             | 340mlPET | 濃縮タイプの希釈用紅茶飲料 |
| ティーベース 紅茶 甘さ控えめ                          | 2021年3月9日（340mlPET） | 250mlPET | 濃縮タイプの希釈用紅茶飲料、コンビニエンスストア・交通売店限定品。340mlPETはリニューアルに伴い「割るだけ ボスカフェ」へ移行。                           |
| 割るだけボスカフェ フルーツオレ                       | 2022年3月8日             | 340mlPET | 発売時の名称は「カフェベース 贅沢フルーツオレ」だが、2023年4月25日のリニューアルに際して改名した。4倍濃縮タイプ。ブランド史上初の栄養機能食品でもある。 |
| ソイとミルクの特製ラテ                                | 2023年5月9日             |          | イオングループ限定品 |
| 割るだけ ボスカフェ いちごショコラ                    |                          |          | 春季限定で発売された。 |
| 割るだけクラフトボスカフェ ロイヤルミルクティーベース | 2025年4月24日            | 340ml    | |

## 広報
2023年4月にはテレビCM『「キッチリ夫と、テキトウ妻」篇』が公開され、お笑い芸人・岩井勇気（ハライチ）と俳優の伊藤沙莉が夫婦役で出演した。同年6月には同じ出演者による『「BOSS CAFE APARTMENT」篇』が公開され、こちらは多彩なラインナップをアピールするという目的から岩井と伊藤がそれぞれ5役ずつ演じ分ける内容となっている。
前述の『SPY×FAMILY』以前から、他作品とのコラボレーションを行っており、たとえば2022年10月にはエポック社の人形シリーズ「シルバニアファミリー」とのコラボレーションとして、同シリーズの人形が当たるキャンペーン懸賞が展開された。
2022年3月には、明治による牛乳の消費喚起施策の一環として、同社の「明治おいしい牛乳」と、「ボス カフェベース」のコラボレーションキャンペーンが展開された。